# Oecleus lyra
Oecleus lyra är en insektsart som beskrevs av Kramer 1977. Oecleus lyra ingår i släktet Oecleus och familjen kilstritar. Inga underarter finns listade i Catalogue of Life.